# 罗尔巴赫-贝格
罗尔巴赫-贝格（德語：Rohrbach-Berg）是奥地利上奧地利州罗尔巴赫县的一个市镇。截至2019年1月1日，人口为5183。
该市镇于2015年5月1日由原市镇上奥地利州罗尔巴赫和罗尔巴赫附近贝格合并而成。 